# Glía de Müller
La glía de Müller o células de Müller o bien células gliales de Müller son células gliales de la retina, reconocidas y descritas por primera vez por Heinrich Müller. Sus núcleos se sitúan en la capa nuclear interna del ojo y sus prolongaciones se extienden a través de todas las capas retinianas, desde la capa limitante externa a la capa limitante interna. La membrana limitante externa (OLM) está formada por uniones adherentes entre estas células de Müller y los segmentos internos de los fotorreceptores. La membrana limitante interna por su parte está formada por uniones de las prolongaciones terminales de las células de Müller, que se extienden lateralmente y una membrana basal.
El papel principal de las células de Müller es mantener la estabilidad estructural y funcional de las células de la retina. Esto incluye la regulación del entorno extracelular a través de la captación de neurotransmisores, la eliminación de residuos, la regulación de los niveles de K+, el almacenamiento de glucógeno, el aislamiento eléctrico de los receptores y otras neuronas, y el apoyo mecánico de la retina neuronal.

## Descripción
La mayor parte de las células de la retina son neuronas. Algunas son transductoras (los conosW y los bastonesTW), integradoras (las células bipolaresW y las células horizontalesW) o son las neuronas sensoriales terminales de la cadena (las células ganglionares). Como sucede con virtualmente todas las neuronas, son tan altamente especializadas que llegan a ser incapaces de mantenerse a sí mismas sin la asistencia de células gliales o al menos un equivalente.
Las células de MüllerW que forman la "membrana" limitante interna, representan ese elemento equivalente a la glía. Aquellas células elongadas van desde la "membrana" limitante externa hasta la "membrana" limitante interna. Hacia el exterior se funden a las "cinturas" de los cuerpos de los bastones y los conos; en su extremo interno se unen entre sí. En consecuencia, la retina entera se aísla totalmente de los vasos sanguíneos de la úvea en un extremo, y del cuerpo vítreo en el otro. Se exceptúan los segmentos externos de los bastones y de los conos, que se van desgastando y renovando. Las células de Müller "llenan los espacios" entre los diversos elementos neurales que quedan entre las dos "membranas". De esta manera entregan una función de soporte, típica de células gliales.
Si no se usan técnicas especiales de tinción, son muy difíciles de observar en preparaciones para microscopio de luz.